# Alexander Tyč
Alexander Tyč (ur. 28 lutego 1969) – piłkarz słowacki występujący na pozycji napastnika, działacz i trener piłkarski.

## Kariera klubowa
Alexander Tyč rozpoczynał karierę w połowie lat 80. w Partizánie Bardejov (od 1992 roku BSC JAS Bardejov), którego jest wychowankiem. W sezonie 1994/1995 awansował on z tym klubem do Mars superligi, gdzie rozegrał przez dwa sezony 49 spotkań i zdobył 7 goli. W połowie 1996 roku przeszedł do austriackiego SV Oberwart, gdzie spędził jedną rundę.
Na początku 1997 roku został on piłkarzem Amiki Wronki prowadzonej wówczas przez Mariana Kurowskiego. W I lidze zadebiutował 5. marca w wygranym 1:0 meczu przeciwko Rakowowi Częstochowa. Ogółem rozegrał w polskiej ekstraklasie 11 spotkań i zdobył 1 gola. W połowie sezonu 1997/1998 przeniósł się on do Śląska Wrocław (grupa zachodnia II ligi).
Wiosną 1998 roku Tyč powrócił do BSC JAS Bardejov. Przez półtora roku rozegrał w barwach tego klubu 11 meczów, a po sezonie 1998/1999 jego zespół spadł do 2. ligi. W latach 2002–2010 występował on w FK Drustav Svidník-Hrabovčík, z którym po raz pierwszy w historii klubu awansował do 3. ligi.
Mecze w najwyższych kategoriach rozgrywkowych
| Klub             | Kraj     | Rozgrywki      | Okres gry       | Mecze | Gole |
| ---------------- | -------- | -------------- | --------------- | ----- | ---- |
| BSC JAS Bardejov | Słowacja | Mars superliga | 1994–1996, 1998 | 60    | 7    |
| Amica Wronki     | Polska   | I liga         | 1997            | 11    | 1    |

## Kariera trenerska
Alexander Tyč po zakończeniu kariery zawodniczej pełnił funkcje działacza i szkoleniowca w Partizánie Bardejov oraz w FK Drustav Svidník-Hrabovčík.